# Enrico Pitassi Mannella
Enrico Pitassi Mannella (Cerignola, 31 maggio 1882 – Roma, 1948) è stato un generale italiano, veterano della guerra italo turca (1911), della prima guerra mondiale (1915-18), della guerra italo etiopica (1935-36) e dell'occupazione dell'Albania (1939-40). Durante il corso della seconda guerra mondiale fu comandante del XXII corpo d'armata, in Libia, a Tobruk (10 giugno 1940 - 21 gennaio 1941). Dal 22 gennaio 1941 fu catturato a Tobruk dagli inglesi che lo tradussero in India per un lungo periodo di internamento nel campo di concentramento di Yol.

## Biografia
Nacque a Cerignola, in provincia di Foggia, nel 1882, da Giuseppe e Amalia Conti, terzo di ben 17 figli. Conosciuto anche come Errico, dopo le scuole primarie, frequentò il collegio dei Gesuiti a Mondragone, in provincia di Caserta, presso il quale conseguì la maturità classica. A diciotto anni, nel 1900, sostenne gli esami per accedere all'Accademia militare di Torino.
Arruolatosi quindi nel Regio Esercito, il 3 novembre 1901 Pitassi iniziò a frequentare la Regia Accademia Militare di Artiglieria e Genio di Torino, da cui uscì con il grado di sottotenente, assegnato all'arma di artiglieria il 21 agosto 1904. Ottenne il grado di tenente dopo la frequenza della scuola di applicazione d'arma, sempre a Torino, venendo quindi assegnato al 24º reggimento artiglieria da campagna e, dal 14 luglio 1910, alla scuola centrale tiro artiglieria a Nettuno.
Prese parte alla guerra italo-turca ottenendo una medaglia d'argento al Valor Militare.
Partecipò alla grande guerra del 1915-1918 nei gradi di capitano in forza al 1º Reggimento artiglieria pesante campale, e di maggiore, distinguendosi nel comando di gruppo, ottenendo tre medaglie di bronzo al valor militare (Monte Cengio, 28-30 maggio 1916, 10 settembre 1916 e Oppiacchesella, Monte Debeli, 12 maggio 1917).
Ufficiale istruttore presso le scuole centrali di artiglieria di Nettuno e Civitavecchia dal 30 maggio 1920, sino al 15 novembre 1921. Conseguita la promozione a tenente colonnello (anzianità 30 giugno 1925), Pitassi dal 24 ottobre 1926 tornò ancora alla scuola centrale di artiglieria, inventando "l'istruzione arancione" del tiro, che costituisce ancora oggi il vademecum della tecnica sullo sparo nelle scuole per ufficiali di artiglieria.
In questo stesso anno svolse una missione d'istruzione (alla guida del colonnello Alessandro Pirzio Biroli) presso l'accademia militare dell'Ecuador e fu poi conferenziere in paesi esteri sulle materie tecniche di artiglieria, specie in Spagna.
Promosso colonnello nel 1929, Pitassi dapprima comandò il 1º centro di artiglieria contraerei e, promosso generale di brigata (l'11 marzo 1935), comandò l'artiglieria del II corpo d'armata speciale in Africa Orientale partecipando a tutto il ciclo operativo della guerra italo etiopica, entrando ad Addis Abeba occupata il 5 maggio 1936.
Dal 24 maggio seguente Pitassi rientrò a Roma rimanendo a disposizione al Ministero dell'Africa Italiana.
Dal 5 agosto 1937 fu nominato addetto all'Ispettorato dell'arma di artiglieria a Roma venendo promosso generale di divisione (anzianità 1º luglio 1937).
Dal 30 giugno 1938, cessata la carica di addetto all'Ispettorato, Pitassi viene nominato comandante della 19ª divisione di fanteria Gavinana a Firenze, unità poi (1939) rinominata 19 divisione fanteria Venezia. Con tale unità, alla fine di aprile 1939, Pitassi partì per l'occupazione dell'Albania, permanendovi sino al 9 giugno 1940.
A partire dal 10 giugno 1940 (data d'ingresso in guerra del Regno d'Italia), Pitassi si trasferì in Libia, per assumere il comando del XXII corpo d'armata (capo di SM colonnello Carlo Rostagno), composto dalle divisioni CCNN 3 Gennaio (generale di divisione Fabio Merzari) e Catanzaro (generale di brigata Giuseppe Stefanelli).
Il 29 giugno fu a Pitassi affidata, quale generale più anziano, l'inchiesta sulla morte accidentale di Italo Balbo, governatore della Libia, abbattuto la sera del 28, per errore dalla contraerea italiana sui cieli di Tobruk.
Per quasi sette mesi quindi Pitassi Mannella partecipò alle complesse operazioni libiche e, dopo l'offensiva inglese denominata operazione Compass (9 dicembre 1940), fu sconfitto a Tobruk e catturato il 22 gennaio 1941, insieme ad altri tre generali (Umberto Barberis, Vincenzo della Mura e Adolfo de Leone), un contrammiraglio (Massimiliano Vietina) e 25.000 ufficiali e soldati. Rimase in prigionia per tutta la durata della guerra e oltre.
Rientrato in Italia nel 1946, fu per breve periodo presidente del tribunale militare di Roma. Si spense a Roma nel 1948.